# هایگنبروکن
هایگنبروکن (به آلمانی: Heigenbrücken) یک شهر در آلمان است که در آشافنبورگ واقع شده‌است. هایگنبروکن ۲٬۲۹۲ نفر جمعیت دارد.